# Astra-Torres (dirigible)

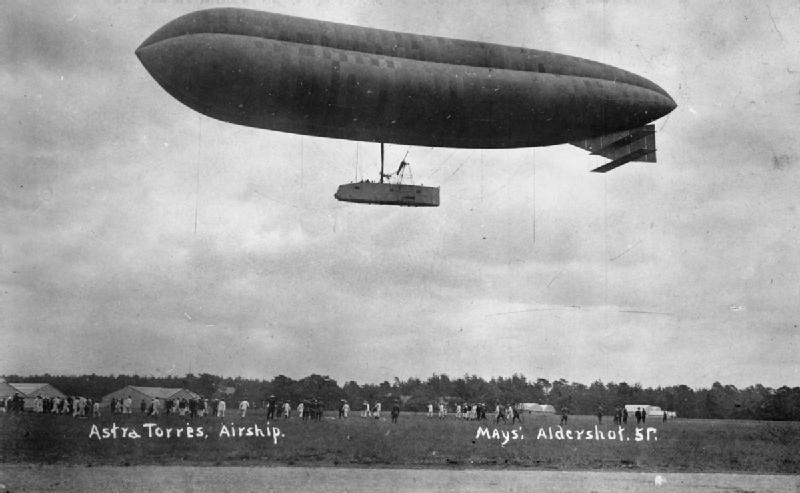
Dirigible Astra-Torres de la Royal Navy

Los dirigibles Astra-Torres eran aerostatos autopropulsados no rígidos construidos por la Société Astra en Francia entre 1908 y 1922 según el diseño del ingeniero, matemático e inventor español Leonardo Torres Quevedo. Tenían una sección transversal trilobulada muy característica en lugar de la circular más habitual, y eliminar todos los elementos rígidos de la estructura interior mediante lo que él definió como "viga funicular".

## Historia

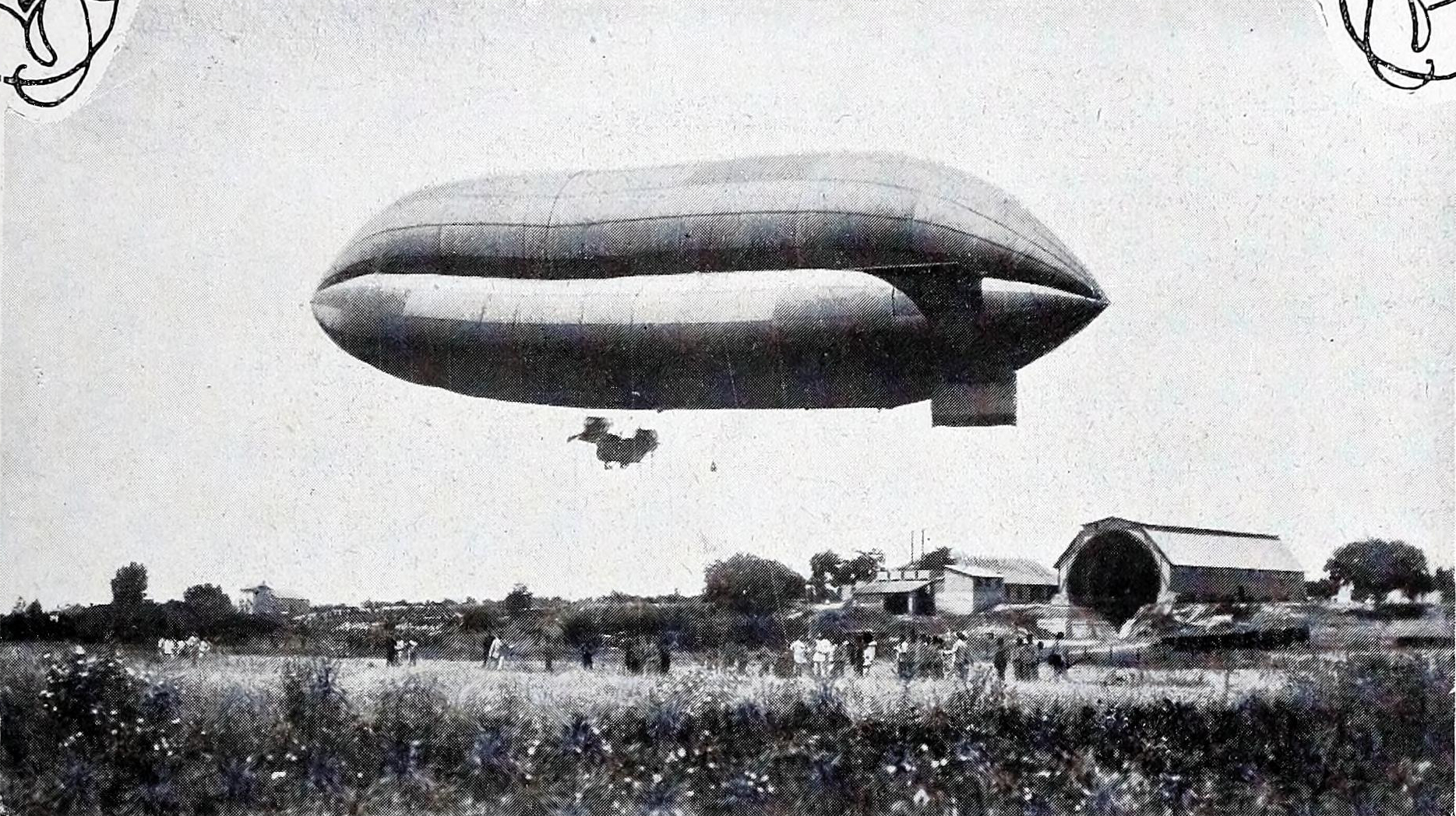
Dirigible Torres Quevedo en el Parque Aerostático de Guadalajara, 1908

El 5 de mayo de 1902, se concretaban los sólidos estudios científico-técnicos emprendidos cuando el ingeniero de caminos, matemático e inventor español Leonardo Torres Quevedo solicitó privilegio de invención en Francia por Perfectionnements aux aérostats dirigeables. En esta patente, centraba su preocupación en el problema de la estabilidad (de forma y en vuelo), cuando el resto de los estudiosos aún seguían preocupados prioritariamente por el de la propulsión. Pocos días después, presentaba unas primeras Memorias, con principios teóricos generales de la aeronáutica y concepciones prácticas, a las Academias de Ciencias de Madrid y París. Era el proyecto de un nuevo tipo de dirigibles trilobulados autorrígidos que solucionaba el problema de la estabilidad de forma y la suspensión de la barquilla al incluir un armazón interior de cables flexibles que dotaban de rigidez a la nave por efecto de la presión interior. La resonancia internacional de la novedad presentada fue considerable: el informe de la Academia de Ciencias de París se reproducía antes de terminar el año 1902 en L'Aerophile'', la revista oficial del Aeroclub de Francia, y se reseñaba en The Aeronautical Journal (Reino Unido). Al poco tiempo, el 27 de enero de 1904, presentaba una nota a la Academia de Ciencias de Madrid, Globos atirantados, en la que vislumbraba la posibilidad de eliminar todos los elementos rígidos de la estructura interior (viga) y la quilla, de modo que sería la propia presión interior del gas (hidrógeno) contenido en la envuelta la que "auto-rigidizase" el dirigible.
En sí, el nuevo sistema ideado buscaba obtener la estabilidad de forma y en vuelo del aerostato, y para suspender la barquilla, sistema que contemplaba una
viga interior de sección triangular compuesta por una combinación de barras metálicas, tirantes de cuerda y cortinas de lona permeable; todo ello anejo a una quilla metálica plana situada en la parte inferior de la envuelta, asida desde dentro verticalmente, mediante nuevos tirantes, a la parte superior de la envuelta. De esta compleja estructura, que se auto tensionarían por la presión del gas en el inflado, se suspendía la barquilla,situada en el exterior pero, en este proyecto, pegada a la envolvente.
En marzo de 1905, con la colaboración del ingeniero civil, Enrique Vals y del capitán de ingenieros y aerostero Alfredo Kindelán como auxiliar técnico se inicia en el Beti-Jai de Madrid los ensayos y construcción del primer dirigible español. A principios de junio de 1906, se terminaba de unir la envuelta a la viga funicular y se inflaba el globo de 640 m³ que con gas procedente de El Gasómetro en junio de 1906, Comprobada la estabilidad de forma, el 11 de julio se solicitaba la patente general por "Un nuevo sistema de globos fusiformes deformables" y se trasladaba el globo (todavía, en esos momentos, solamente globo) al Parque Aerostático Militar del Servicio Militar de Aerostación, situado en Guadalajara . Finalizada la construcción e instalación en 1907, (barquilla, motores, timones) el nuevo dirigible, designado por el Ministerio de Fomento como Torres Quevedo nº 1, realiza varios vuelos de prueba con gran éxito.
Sin embargo, los ensayos posteriores sobre estabilidad en vuelo se aplazaron para cambiar la envuelta por otra más impermeable, conservando la misma viga funicular, lo que exigía un aumento del volumen a 960 m³ para conseguir mayor capacidad ascensional; por lo que no sería hasta el mes de junio de 1908 cuando se realizaron las pruebas del dirigible con el motor en marcha y viajeros en la barquilla: Kindelán, el coronel Pedro Vives Vich, jefe del Servicio de Aerostación, y el propio Torres Quevedo, además de otros aerosteros militares de Guadalajara.
Lamentablemente, en agosto de 1908 se producía el desencuentro, largamente larvado, de Torres Quevedo con los aerosteros militares y en septiembre se veía forzado a abandonar el Parque de Guadalajara. A pesar de ello, el 20 de febrero de 1909 solicitaba un certificado de adición a la patente de 1906, por Mejoras introducidas en la patente principal, certificado que se expedirá con fecha 13 de mayo de 1909 y, tras diversas "vicisitudes burocráticas", trasladaba todo el material a un hangar alquilado en Sartrouville a la firma Société Astra, una nueva sociedad aeronáutica integrada en el conglomerado empresarial del magnate del petróleo Henri Deutsch de la Meurthe cuyo departamento de dirigibles dirigía Edouard Surcouf, viejo conocedor de las ideas de Leonardo desde 1901.
En octubre de 1909 se inflaba de nuevo el "Torres Quevedo nº 2" (al que se habían hecho algunas modificaciones) para efectuar un vuelo por los alrededores de París. La prueba fue un éxito, por lo que, previa autorización de 31 de diciembre de 1909 del Ministerio de Fomento, el 12 de febrero de 1910 se firmó el contrato con la Société Astra des Constructions Aéronautiques con una cesión de derechos de fabricación a dicha sociedad que se extendía a todos los países excepto a España, para posibilitar la construcción del dirigible en su país sin comprar licencia alguna; cláusula patriótica que, nunca fue considerada. Así, en 1911, se inicia la fabricación de los dirigibles conocidos a partir de entonces como Astra-Torres acordándose que el inventor recibiría unas regalías de tres francos por cada m³ que tuviera una vez inflado a la presión "de vuelo" cada dirigible vendido. Y también por ello, a partir de 1911, Torres Quevedo contó con la necesaria colaboración del aeronauta, ingeniero aeronáutico, anterior propietario y Director Técnico del Departamento de Dirigibles de la firma Édouard Surcouf .

## Desarrollos y operación
El 5 de febrero de 1911, en su hangar, primer dirigible construido según el "Sistema Torres Quevedo" en Francia fue presentado por su inventor ante una reunión de personalidades militares, realizando su primera salida el 6 de marzo en Issy-les-Moulineaux. Sus características técnicas eran 47,72 m de eslora, un diámetro de 8,4 m, y 1590³ de capacidad en una envoltura confeccionada con Tissus Hutchinson y era propulsado por dos motores Chenu de cuatro cilindros y 55 hp. Las exitosas pruebas del Astra-Torres nº 1 en vuelos posteriores fueron espectaculares; era más rápido, estable y maniobrable que todos los sistemas precedentes. En mayo ganaba el Premio Deperdussin al dirigible más rápido en recorrer 100 km en un circuito cerrado, el 14 de julio desfilaba con las tropas en la Fiesta Nacional francesa y en septiembre, el ejército francés lo incorporaba a sus "Grandes Maniobras del Este".
En esos años comienza la etapa de explotación comercial de la invención. Así, en mayo de 1911, Henry Deutsch encargaba el Astra-Torres nº 2, de 3400 m³, a modo de "yate privado" y para su utilización en su aerolínea, la Compagnie Générale Transaérienne - CGT de vuelos turísticos entre Francia y Suiza. 
Poco tiempo después, en 1912, la firma recibía el encargo del Almirantazgo británico del Astra-Torres XIV (HMA No.3), de 8000 m³ de capacidad, mientras comenzaban a proyectar para el ejército francés el Astra-Torres XV Pilâtre-de-Rozier de 23000 m³; unas dimensiones análogas a los Zeppelin alemanes del momento y diseñado para alcanzar velocidades próximas a los 100 Km/h.
La entrega del Astra-Torres XIV (HMA no. 3) al RNAS en el verano de 1913 supuso, precisamente, la consagración internacional del sistema, al batir esta unidad el récord mundial de velocidad de un dirigible con 83,2 km/h registrados durante los ensayos de recepción, velocidad que llegó a ser de 124 km/h con "viento de cola".
Los encargos continuaron sucediéndose, y, a los pocos meses, el RNAS recibiría el Astra-Torres XVII (HMA no. 8), de 11327 m³, y el Astra-Torres XIX (HMA no. 10) de 3960 m³.
Al inicio de la Gran Guerra, los dos únicos "Astra-Torres" del ejército francés disponibles fueron utilizados en el frente terrestre. Pero, en ese destino eran extremadamente vulnerables, además de resultar poco efectivos. De hecho, "L'Alsace" fue derribado en octubre de 1915 y el "Pilâtre de Rozier" en enero de 1917. Francia se había quedado sin dirigibles del sistema "Torres Quevedo", pues lo mismo le sucedería a "La Flandre", unidad de 14700 m³ adquirida en 1916.
Varios Astra-Torres fueron usados por la Marine Nationale durante la I Guerra Mundial, algunos de los cuales, fueron más tarde transferidos a la US Navy y las unidades Astra-Torres AT-1, AT-13, y AT-17 fueron posteriormente enviadas a los Estados Unidos.
El Royal Naval Air Service - RNAS británico adquirió los AT-14, AT-17, y AT-19, siendo renombrados como HMA No.3, HMA No.8, y HMA No.10. Fueron sometidos a pruebas y evaluación en la RNAS Kingsnorth antes de que todos fueran retirados del servicio en mayo de 1916, aunque el diseño del Astra-Torres fue imitado en los dirigibles Vickers Clase Coastal y North Sea.
Tras la guerra, el AT-16 fue operado por la aerolínea francesa propiedad de Henri Deutsch Compagnie Générale Transaérienne - CGT que comenzó (de nuevo) a ofrecer viajes de placer a Pau, Pirineos Atlánticos y luego Lucerna. CGT operó dirigibles rígidos fabricados por la Société Astra para volar en Francia y Suiza. 
La Armada Imperial Japonesa compró el Astra AT-20 de 10700 m³ la última unidad fabricada por Astra poco después de perder su primer dirigible, un Vickers Clase SS (Sea Scout) británico en una explosión. Fue ensamblado en el hangar de dirigibles del ejército en Tokorozawa en 1923. Mientras tanto, un hangar para zeppelins de 240 m de largo procedente de la base aérea de Jüterbog , como parte de las reparaciones de la I Guerra Mundial, había sido transportado a Japón y se estaba montando en la base naval de Kasumigaura. Una vez completado, el dirigible fue allí trasladado para formar la mitad de la primera flota de dirigibles de la Armada, establecida allí en diciembre de 1923. No hay detalles de la historia operativa posterior del dirigible, salvo que participó en la Gran Revisión Naval de octubre de 1924 y fue desmantelado poco después.

## Operadores
Estados Unidos
- US Navy

 Francia
- Aéronautique Militaire
- Marina Nacional de Francia (AT-1, AT-13 y AT-17 transferidos a EE. UU.)

 Japón
- Armada Imperial Japonesa (AT-20)

 Reino Unido
- Royal Naval Air Service - RNAS (AT-14, AT-17 y AT-19)

 Imperio ruso
- Flota Aérea Militar Imperial